# Alcubillas
Alcubillas település Spanyolországban, Ciudad Real tartományban. Alcubillas Montiel és Villanueva de los Infantes községekkel határos. Lakosainak száma 418 fő (2024).

## Népesség
A település népessége az elmúlt években az alábbi módon változott:
| Lakosok száma | 673  | 678  | 660  | 592  | 579  | 527  | 510  | 477  | 466  | 418  |
|               | 2001 | 2004 | 2006 | 2009 | 2011 | 2014 | 2016 | 2019 | 2021 | 2024 |